# S3 Graphics
S3 Graphics je společnost vyvíjející čipsety pro PC, notebooky, kompaktní a vestavěné počítače, a levné čipy pro grafické karty (GPU). Vlastnila ji firma VIA Technologies, která používala grafiky S3 ve svých čipových sadách. Dne 6. července 2011 byla firma S3 odkoupena firmou HTC Corporation. Její grafické procesory splňují standardy DirectX 10.1 a OpenGL 2.1/3.0. Jsou též schopny GPGPU.

## Historie
- Byla založena v lednu roku 1989.
- V roce 1993 začíná v Initial public offering s 2 000 000 kmenových akcií.
- Roku 2001 byla odkoupena společností VIA Technologies za 323 milionů dolarů.
- V roce 2005 VIA získala finanční podporu WTI Investment International, ta odkoupila část akcií od firmy VIA.
- V červenci roku 2011 byla prodána firmě HTC za 300 milionů dolarů. 147 milionů získá VIA, zbytek dostane WTI Investment International.

## Grafické čipy
- S3 911, 911A (10. června 1991) – S3 je první Windows akcelerátor (16/256-barvy, high-color akcelerace)
- S3 924 – 24bitová akcelerace true-color
- S3 801, 805, 805i – VESA Windows akcelerátor (16/256-color, high-color akcelerace) ze střední třídy, DRAM
- S3 928 – 24/32bitová akcelerace true-color, DRAM nebo VRAM
- S3 805p, 928p – první podporoval PCI
- S3 Vision864, Vision964 (1994) – 2. generace Windows akcelerace (64-bit wide framebuffer)
- S3 Vision868, Vision968 – první akcelerace motion videa (zoom a konverze YUV→RGB)
- S3 Trio 32, 64, 64V+, 64V2 (1995) – první integrace (RAMDAC+VGA) akcelerátoru. 64bitová verze byla nejúspěšnější řada produktů u S3.
- ViRGE, VX, DX, GX, GX2, VX, Trio3D – první základní Windows 3D akcelerátor. Prodáváno na OEM trh kvůli nízké ceně a vysokému 2D výkonu.
- Savage 3D (1998), 4 (1999), 2000 (2000) – první moderní 3D hardware implementace. Špatná výtěžnost způsobila o 30 % nižší takty a byly chyby v ovladačích. S3 komprese textur se stala průmyslovým standardem a Savage3D DVD akcelerace byla vedoucí na trhu. Savage2000 byl první čip, který měl integrován Transformační a nasvětlovací (S3TL) koprocesor.
- Aurora64V+, S3 ViRGE/MX, SuperSavage, SavageXP – v mobilních čipsetech
- ProSavage, Twister, UniChrome, Chrome 9 – byly použity na integraci do VIA čipsetů na základních deskách
- GammaChrome, DeltaChrome, Chrome 20 série, Chrome 440 série, Chrome 500 série  – karty vyvíjené už firmou VIA